# Milledgeville (Ohio)
Milledgeville és una població dels Estats Units a l'estat d'Ohio. Segons el cens del 2000 tenia 122 habitants.

## Demografia
Segons el cens del 2000, Milledgeville tenia 122 habitants, 46 habitatges, i 36 famílies. La densitat de població era de 471 habitants/km².
Dels 46 habitatges en un 26,1% hi vivien nens de menys de 18 anys, en un 63% hi vivien parelles casades, en un 4,3% dones solteres, i en un 19,6% no eren unitats familiars. En el 15,2% dels habitatges hi vivien persones soles el 8,7% de les quals corresponia a persones de 65 anys o més que vivien soles. El nombre mitjà de persones vivint en cada habitatge era de 2,65 i el nombre mitjà de persones que vivien en cada família era de 2,92.
Per edats la població es repartia de la següent manera: un 19,7% tenia menys de 18 anys, un 5,7% entre 18 i 24, un 30,3% entre 25 i 44, un 31,1% de 45 a 60 i un 13,1% 65 anys o més.
L'edat mediana era de 37 anys. Per cada 100 dones de 18 o més anys hi havia 127,9 homes.
La renda mediana per habitatge era de 38.750 $ i la renda mediana per família de 47.917 $. Els homes tenien una renda mediana de 31.875 $ mentre que les dones 25.625 $. La renda per capita de la població era de 17.045 $. Cap de les famílies i el 4,4% de la població estaven per davall del llindar de pobresa.

## Poblacions properes
El següent diagrama mostra les poblacions més properes.